# 1924년 동계 올림픽 스피드스케이팅 남자 10000m
1924년 동계 올림픽 스피드 스케이팅의 남자 10000m 종목은 1924년 1월 27일에 진행되었다. 6개국에서 온 16명의 선수들이 참가하였다.

## 결과
| 순위 | 선수                    | 기록    |
| ---- | ----------------------- | ------- |
| 1    | 율리우스 스쿠트납 (FIN) | 18:04.8 |
| 2    | 클라스 툰베리 (FIN)     | 18:07.8 |
| 3    | 로알드 라르센 (NOR)     | 18:12.2 |
| 4    | 프리드쇼프 파울센 (NOR) | 18:13.0 |
| 5    | 하랄 스트룀 (NOR)       | 18:18.6 |
| 6    | 지구르도 모엔 (NOR)     | 18:19.0 |
| 7    | 레온하드 콰글리아 (FRA) | 18:25.0 |
| 8    | 발렌타인 비알라스 (USA) | 18:34.0 |
| 9    | 리차드 도노반 (USA)     | 18:57.0 |
| 10   | 아세르 발레니우스 (FIN) | 19:03.8 |
| 11   | 앨버츠 룸바 (LAT)       | 19:14.0 |
| 12   | 조 무어 (USA)           | 19:36.2 |
| 13   | 해리 카스케이 (USA)     | 19:45.2 |
| 14   | 레온 주세위츠 (POL)     | 20:40.8 |
| 15   | 안드레 게그아우트 (FRA) | 21:03.4 |
| –    | 조지 데 힐데 (FRA)      | DNF     |

## 범례
|  | 세계 신기록                  |  |                   | 아프리카 신기록 |                      | Q | 예선 통과 |
|  | 올림픽 신기록                |  | 북아메리카 신기록 | DNS             | 경기를 시작하지 않음 |   |           |
|  |                              |  | 아시아 신기록     | DNF             | 경기를 마치지 않음   |   |           |
|  | 국가 신기록                  |  | 유럽 신기록       | DSQ             | 실격                 |   |           |
|  | 개인 최고 기록 (개인 신기록) |  | 오세아니아 신기록 | WD              | 기권                 |   |           |
|  | 시즌 최고 기록 (시즌 신기록) |  | 남아메리카 신기록 | NM              | 기록 없음            |   |           |

## 메달 집계

### 메달리스트
| 종목        | 금                         | 은                     | 동                       |
| ----------- | -------------------------- | ---------------------- | ------------------------ |
| 남자 10000m | 율리우스 스쿠트납 · 핀란드 | 클라스 툰베리 · 핀란드 | 로알드 라르센 · 노르웨이 |

## 참조
- (영어) 1924년 동계 올림픽 공식 리포트 보관됨 2012-02-04 - 웨이백 머신 – PDF 파일
- (영어) “Speed Skating at the 1924 Chamonix Winter Games: Men's 10,000 metres”. sports-reference.com. 2009년 9월 2일에 원본 문서에서 보존된 문서. 2011년 8월 30일에 확인함.